# Iontha umbrina
Iontha umbrina là một loài bướm đêm trong họ Noctuidae.